# Paraphlepsius umbellatus
Paraphlepsius umbellatus är en insektsart som beskrevs av Hamilton 1975. Paraphlepsius umbellatus ingår i släktet Paraphlepsius och familjen dvärgstritar. Inga underarter finns listade i Catalogue of Life.